# Guido Zendron
Guido Zendron (Lisignago, 7 marzo 1954) è un vescovo cattolico italiano.

## Biografia
Guido Zendron è stato ordinato sacerdote il 26 giugno 1978 a Trento.
Il 12 marzo 2008 è stato nominato vescovo di Paulo Afonso, succedendo così a Esmeraldo Barreto de Farias, Ist. del Prado, nominato vescovo di Santarém.
Ha ricevuto la consacrazione episcopale il 17 maggio 2008 nella cattedrale di Paulo Afonso dal cardinale Geraldo Majella Agnelo, coconsacranti Luigi Bressan, arcivescovo di Trento, e  Giancarlo Petrini, vescovo ausiliare di San Salvador di Bahia.

## Genealogia episcopale
La genealogia episcopale è:
- Cardinale Scipione Rebiba
- Cardinale Giulio Antonio Santori
- Cardinale Girolamo Bernerio, O.P.
- Arcivescovo Galeazzo Sanvitale
- Cardinale Ludovico Ludovisi
- Cardinale Luigi Caetani
- Cardinale Ulderico Carpegna
- Cardinale Paluzzo Paluzzi Altieri degli Albertoni
- Papa Benedetto XIII
- Papa Benedetto XIV
- Papa Clemente XIII
- Cardinale Bernardino Giraud
- Cardinale Alessandro Mattei
- Cardinale Pietro Francesco Galleffi
- Cardinale Giacomo Filippo Fransoni
- Cardinale Carlo Sacconi
- Cardinale Edward Henry Howard
- Cardinale Mariano Rampolla del Tindaro
- Cardinale Rafael Merry del Val
- Arcivescovo Duarte Leopoldo e Silva
- Arcivescovo Paulo de Tarso Campos
- Cardinale Agnelo Rossi
- Cardinale Paulo Evaristo Arns, O.F.M.
- Cardinale Geraldo Majella Agnelo
- Vescovo Guido Zendron